# ديفي بيبودتاريني
ديفي بيبودتاريني (بالإنجليزية: Bipodtarini Devi)‏، هي إلهة هندوسية (ديفي)، تعبد في بنغلاديش والبنغال الغربية وأوريسا آسام والمناطق المحيطة بها. ترتبط ارتباطا وثيقا بالإلهة سانكاتاري وتعتبر واحدًا من 108 صور رمزية للإلهة دورغا. تُرفع إليها الصلوات للمساعدة في التغلب على المشاكل. تُروى أساطيرها في مهرجانها السنوي. وتؤكد هذه الأساطير على دورها، وهو التخليص من المشاكل.